# Juniperus ashei
Juniperus ashei ist eine Pflanzenart aus der Familie der Zypressengewächse (Cupressaceae). Sie ist im Süden der USA sowie in Nord-Mexiko heimisch.

## Beschreibung

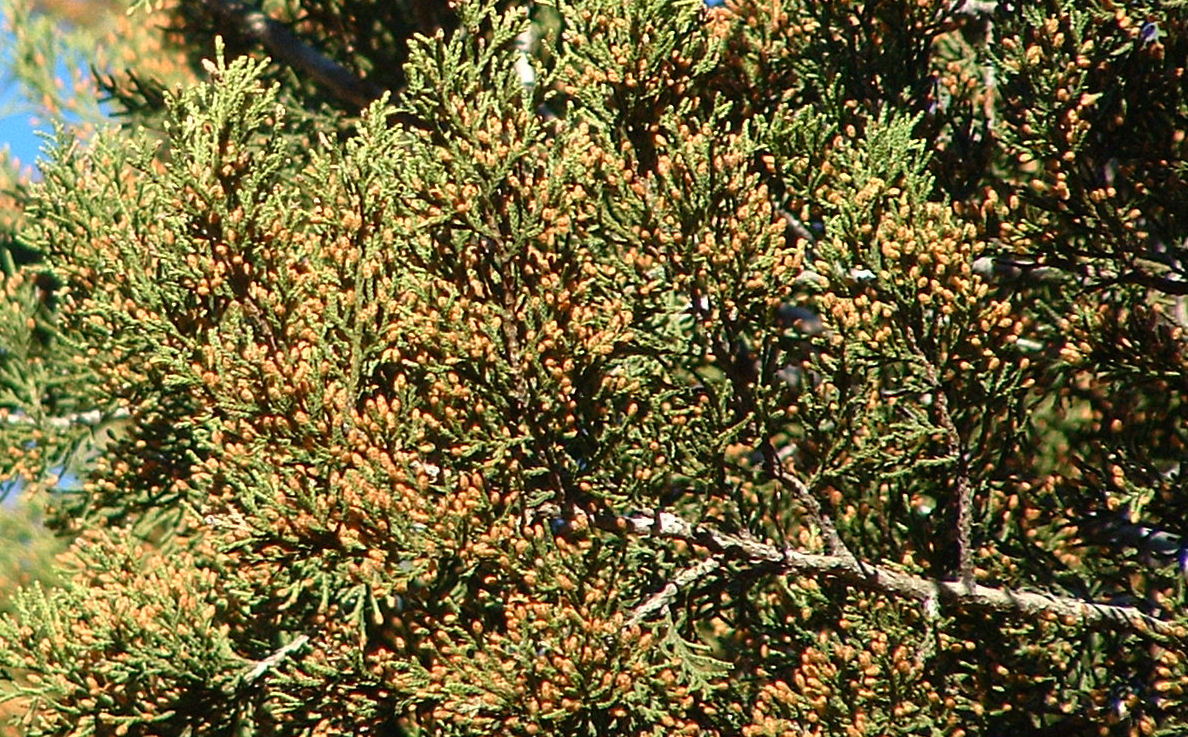
Zweig mit männlichen Blütenzapfen

Juniperus ashei wächst als immergrüner Strauch oder kleiner Baum, der Wuchshöhen von 6 bis 15 Meter und Brusthöhendurchmesser von bis zu 50 Zentimeter erreichen kann. Der Stamm verzweigt sich meist 1 bis 3 Meter über dem Boden. Die langen Äste gehen gerade oder aufsteigend vom Stamm ab und bilden eine offene bis dichte, unregelmäßig bis rundlich geformte Krone. Die steifen Zweige sind nicht hängend und haben einen viereckigen Querschnitt. Die braune Borke des Stammes sowie der von dicken Ästen wird mit der Zeit grau und blättert in dünnen Streifen ab. Meist wird sie von einem grauweißen Pilz besiedelt. Dünne Äste haben eine pinkfarbene Rinde die mit der Zeit grau wird und abzublättern beginnt.
Die schuppenartigen, grün gefärbten Nadeln sind bei einer Länge von 1 bis 2 Millimeter und einer Breite von 0,8 bis 1,2 Millimeter rautenförmig geformt. Sie sind häufig gekielt und haben eine spitz zulaufende Spitze sowie fein gezähnte Nadelränder. An der Basis der Nadelunterseite befinden sich mehrere Stomataöffnungen während sich an der Nadeloberseite zwei Stomatabänder befinden. Die Drüsen auf den Nadeln sind nur undeutlich zu erkennen.
Juniperus ashei ist zweihäusig-getrenntgeschlechtig (diözisch) und die Samen reifen im ersten Jahr. Die zahlreichen männlichen Blütenzapfen stehen einzeln an den Zweigen und sind bei einer Länge von 2 bis 4 Millimeter und einer Dicke von rund 2 Millimetern kugelig bis eiförmig geformt. Sie sind anfangs gelblich grün und verfärben sich zur Blütezeit hin pink oder hellbraun. Die beerenförmigen Zapfen sind bei einer Dicke von 6 bis 10 Millimeter kugelig bis breit-eiförmig geformt. Anfangs sind sie rosa-blaugrün gefärbt und verfärben sich zur Reife hin dunkelblau. Jeder der fleischigen und harzigen Zapfen trägt ein bis drei glänzend gelbbraune bis kastanienbraune Samen. Diese sind bei einer Länge von 4 bis 6 Millimeter und einer Breite von 3 bis 4,5 Millimeter breit eiförmig geformt. Die Keimlinge haben zwei Keimblätter (Kotyledonen).
Die Chromosomenzahl beträgt 2n = 22.

## Verbreitung und Standort

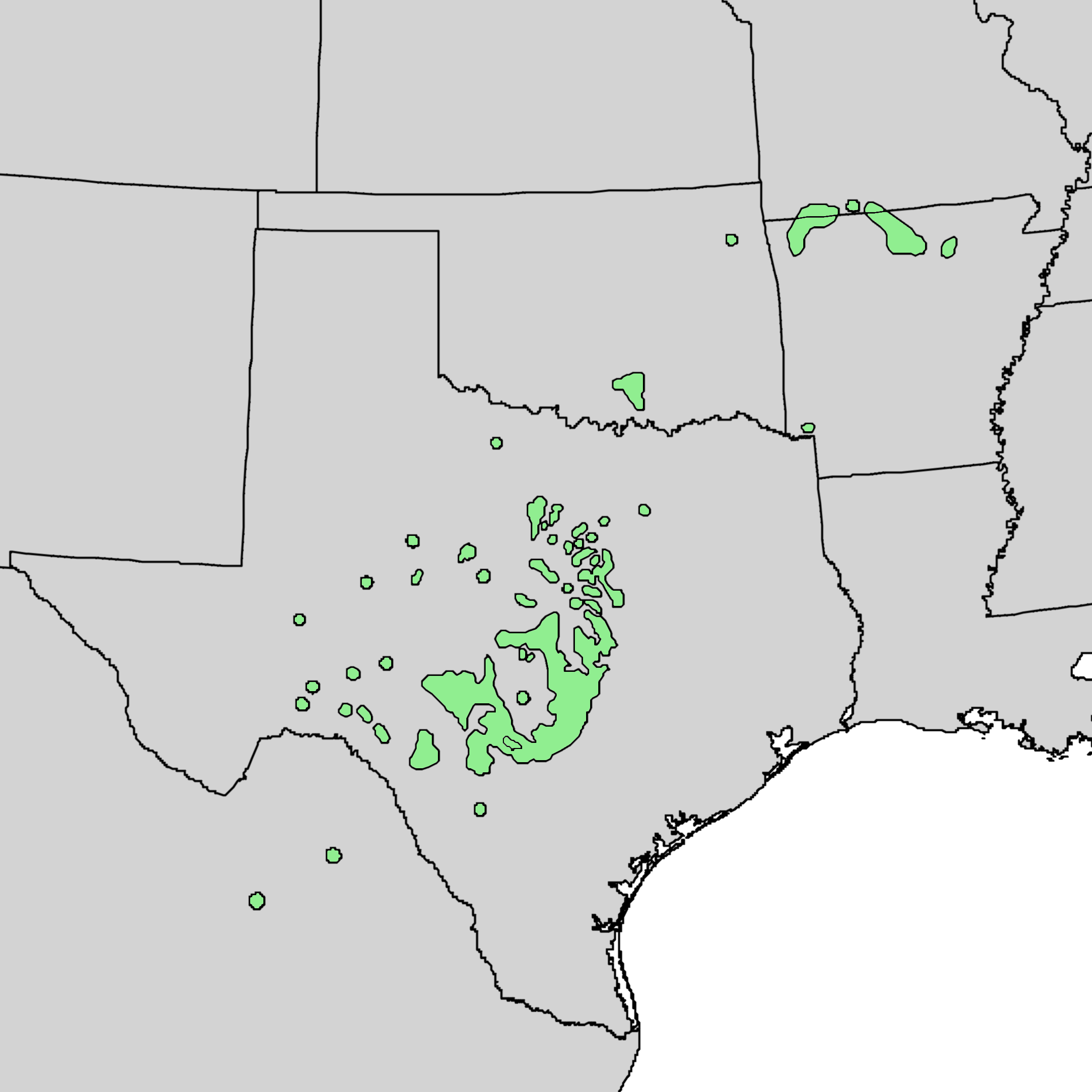
Verbreitungsgebiet

Das natürliche Verbreitungsgebiet von Juniperus ashei liegt in Mexiko und in den USA. In Mexiko findet man sie nur im Bundesstaat Coahuila. In den USA findet man sie in Arkansas, in den Ozark Mountains von Missouri, in Oklahoma sowie auf dem Edwards Plateau in Texas.
Juniperus ashei gedeiht in Höhenlagen von 150 bis 1550 Metern. Sie ist eine Art des kontinentalen Klimas mit warmen Sommern und kalten Wintern. Man findet die Art vor allem auf Lichtungen sowie entlang von Flüssen, wo sie Kalkböden besiedelt. Sie bildet meistens Reinbestände aus aber es kommt auch zur Bildung von Mischbeständen mit Juniperus pinchotii, verschiedenen Eichen (Quercus) sowie mit Pinus remota.

## Nutzung
Das harte und dauerhafte, aber leichte Holz der Art hat eine lose Maserung und lässt sich leicht bearbeiten. Es verströmt einen leichten Geruch. Es wird lokal als Brennholz sowie zur Herstellung von Zaunpfählen, Telefonmasten und Eisenbahnschwellen genutzt. In Texas wird mithilfe von Wasserdampfdestillation aus dem Holz Zedernöl gewonnen. Die reifen Zapfen sind sowohl roh als auch gekocht essbar.

## Systematik
Die Erstbeschreibung als Juniperus ashei erfolgte 1930 durch John Theodore Buchholz in Botanical Gazette 90, S. 329. Synonyme für Juniperus ashei J. Buchholz sind Juniperus mexicana Spreng., Juniperus sabinoides (Kunth) Nees sowie Sabina sabinoides Small.
Die Art wird in bis zu zwei Varietäten unterteilt:
- Juniperus ashei var. ashei ist die Nominatform. Sie kommt in Arkansas, Missouri, Oklahoma und in Texas vor.[4]
- Juniperus ashei var. ovata R.P.Adams kommt in Coahuila und in Texas westlich von 101,2° W vor. Die Zapfen dieser Varietät werden rund 6 Millimeter groß und tragen meist zwei Samenkörner.[1]

## Gefährdung und Schutz
Juniperus ashei wird in der Roten Liste der IUCN als „nicht gefährdet“ geführt. Es wird jedoch darauf hingewiesen, dass eine neuerliche Überprüfung der Gefährdung notwendig ist.